# Картуз

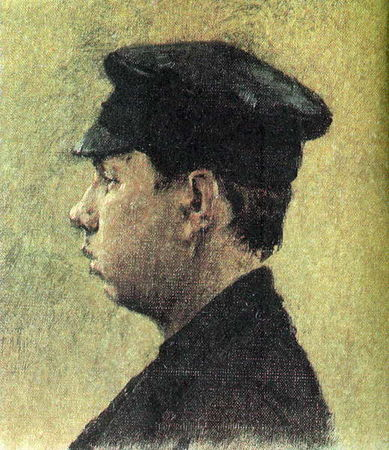
Парубок у чорному картузі, малюнок Василя Верещагіна

Карту́з (рос. картуз) — неформений різновид кашкета, прийшов на зміну не дуже практичним крислатим капелюхам, спочатку з'явився у Швеції і мав вигляд м'якого ковпака з козирком і з можливістю прикривати вуха від холоду. Картузи широко використовувалися в європейських арміях XVI — XVII століттях. Пізніше картузи увійшли у використання і серед цивільного населення.
В українську мову назва потрапила через російську мову. Російське слово «картуз» етимологічно сходить до нід. karpoets («дорожня шапка»). Уперше зафіксоване в російській мові у формі «карпуц» у 1706 році, «карпуз» — у 1712, «карпус» — у 1718, у сучасній формі — з 1722 року.